# Ana Luz Figueroa
Ana Luz Figueroa Zavala (Arica, 4 de junio de 1971) es una actriz chilena de teatro y televisión. Su primera teleserie fue Ámame, donde protagonizó a La Cuatro Ojos. También ha sido parte de famosas teleseries de la década de los '90 como Sucupira, Oro verde de TVN y Iorana, todas TVN.
Estudió en la Escuela de Teatro La Casa, de Fernando Cuadra. Actualmente se desempeña actuando en participaciones especiales y como instructora de aeroyoga, haciendo clases en su propio centro. Está casada con el actor Claudio Arredondo.

## Filmografía

### Telenovelas
| Teleseries | Teleseries            | Teleseries          | Teleseries        | Teleseries |
| Año        | Teleserie             | Rol                 | Director          | Notas      |
| ---------- | --------------------- | ------------------- | ----------------- | ---------- |
| 1995       | Estúpido Cupido       | Rocío Montes        | Vicente Sabatini  | Secundario |
| 1995       | Juegos de fuego       | Valentina           | Quena Rencoret    | Secundario |
| 1996       | Sucupira              | Carla Silva         | Vicente Sabatini  | Secundario |
| 1997       | Oro verde             | Carola Durán Valdés | Vicente Sabatini  | Secundario |
| 1998       | Iorana                | Isadora Ahoa Tuki   | Vicente Sabatini  | Secundario |
| 2002-2003  | Purasangre            | Gilda               | Víctor Huerta     | Bolo       |
| 2003       | Pecadores             | Teruca              | Víctor Huerta     | Bolo       |
| 2004-2005  | Destinos cruzados     | Javiera Ossa        | Víctor Huerta     | Bolo       |
| 2005       | Los treinta           | Franca Montero      | Víctor Huerta     | Bolo       |
| 2005       | Versus                | Rebeca Saldaña      | Germán Barriga    | Bolo       |
| 2005       | 17                    | Conductora TV       | Víctor Huerta     | Bolo       |
| 2006-2007  | Floribella            | Sandra Gálvez       | Víctor Huerta     | Bolo       |
| 2007       | Amor por accidente    | Dra. Oviedo         | Víctor Huerta     | Bolo       |
| 2008-2009  | Hijos del Monte       | Dra. Martínez       | Víctor Huerta     | Bolo       |
| 2010-2011  | La familia de al lado | Teresa Sandoval     | Víctor Huerta     | Bolo       |
| 2011-2012  | Su nombre es Joaquín  | Psiquiatra          | Víctor Huerta     | Bolo       |
| 2013       | Dos por uno           | Florencia Marchant  | Víctor Huerta     | Bolo       |
| 2018       | Soltera otra vez 3    | Irma Fonseca        | Herval Abreu      | Bolo       |
| 2018-2019  | Pacto de sangre       | Patricia Segovia    | Cristián Mason    | Bolo       |
| 2019-2020  | Yo soy Lorenzo        | Teresa              | Nicolás Alemparte | Bolo       |
| 2021       | Edificio Corona       | Madre de Jacinta    | Víctor Huerta     | Bolo       |

### Series y unitarios
| Año       | Serie                | Rol               | Notas                                                             |
| --------- | -------------------- | ----------------- | ----------------------------------------------------------------- |
| 1993      | Mea culpa            | Brenda Jara       | Episodio: "Cita con el amor". Acreditada como "Ana Luz Gutiérrez" |
| 1997      | La buhardilla        | Estefanía         |                                                                   |
| 1998-99   | Sucupira, la comedia | Carla Silva       |                                                                   |
| 2001      | El día menos pensado | Emilia Smitnans   | Episodio: "El accidente"                                          |
| 2004      | El cuento del tío    |                   | Episodio: "El timador"                                            |
| 2004-2008 | Pasiones             | Varios personajes |                                                                   |
| 2008      | Casado con hijos     |                   | Episodio: "Por partida doble"                                     |
| 2022      | El día menos pensado | Ema               | Episodio: "El cuerpo ajeno"                                       |
| 2023      | Alma Negra           | Estefanía Solano  | Papel principal                                                   |